# لیکلند (تنسی)
لیکلند(به انگلیسی: Lakeland) شهری در ایالت تنسی کشور ایالات متحده آمریکا است که جمعیت آن در سرشماری سال ۲۰۱۰ میلادی، ۱۲٬۴۳۰ نفر بوده‌است.